# Andelot-en-Montagne
Andelot-en-Montagne is een gemeente in het Franse departement Jura in de regio Bourgogne-Franche-Comté. De plaats maakt deel uit van het arrondissement Lons-le-Saunier. Andelot-en-Montagne telde op 1 januari 2022 573 inwoners. 

## Geografie
De oppervlakte van Andelot-en-Montagne bedroeg op 1 januari 2022 12,48 vierkante kilometer; de bevolkingsdichtheid was toen 45,9 inwoners per km².

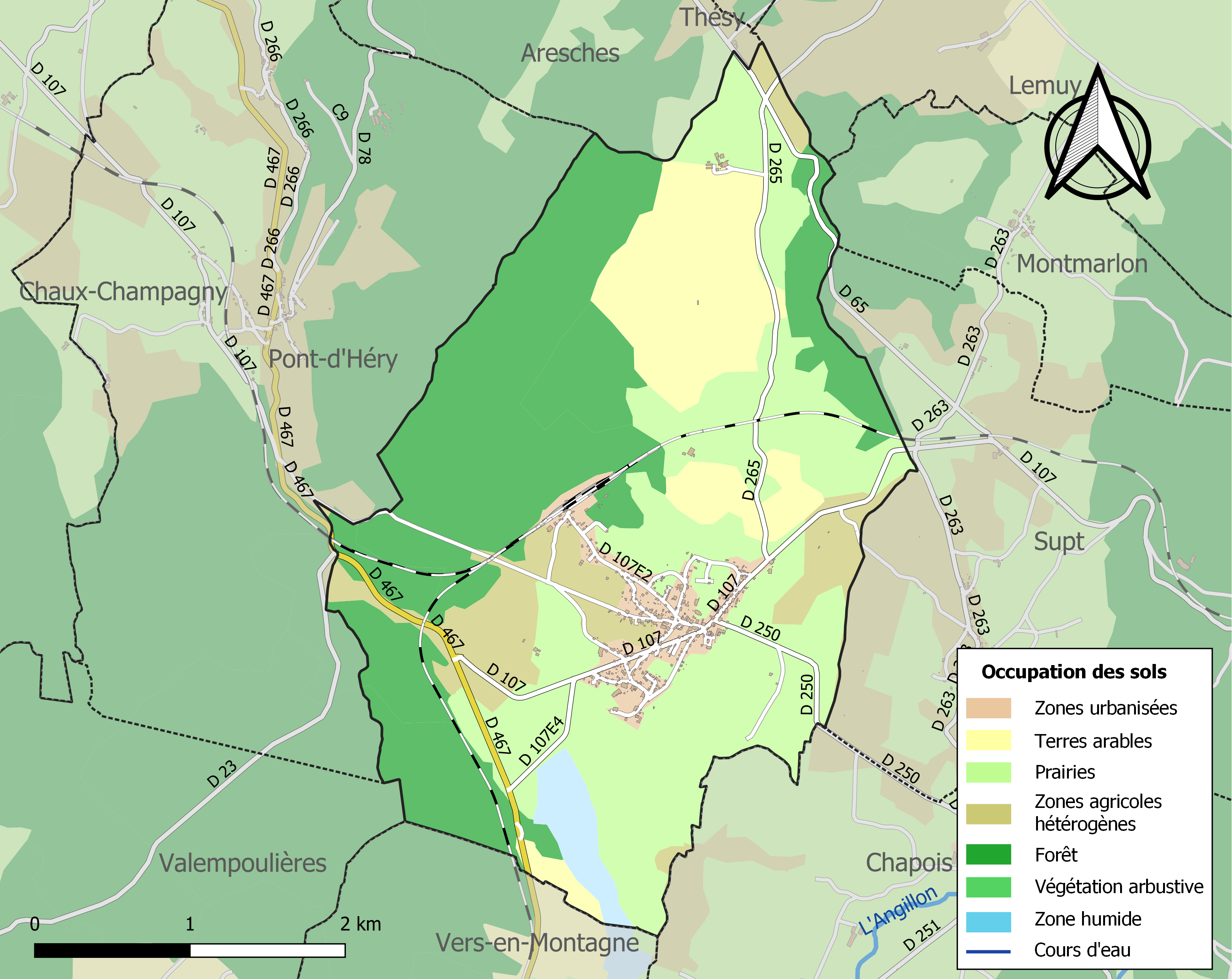
Kaart van de gemeente met de belangrijkste infrastructuur, bodemgebruik en omliggende gemeenten

## Verkeer en vervoer
In de gemeente ligt spoorwegstation Andelot.

## Demografie
Onderstaande figuur toont het verloop van het inwonertal (bron: INSEE-tellingen).